# 高雄高等行政法院
22°43′53″N 120°20′09″E / 22.731406°N 120.335807°E
高雄高等行政法院，是中華民國的二級法院之一，屬於行政法院，台灣法界人士通常簡稱為高高行，以最高行政法院為上級審法院。

## 歷史
1930年代初，《行政訴訟法》及相關組織法公布施行。1933年正式成立行政法院，當時的行政訴訟制度採一級一審制，故只有設立行政法院一所，集初審、終審、事實審、法律審於一身。
1981年7月，司法院組成行政訴訟制度研究修正委員會，致力於行政訴訟制度之研修，並配合修正《行政法院組織法》，將審級制度由一級一審改為二級二審與一級一審併行之雙軌制。依修正草案規定，行政法院設中央行政法院與地區行政法院二級；並於省、直轄市及特別區域各設置地區行政法院，分別為高等行政法院及最高行政法院。並修正《行政法院組織法》，核定成立臺北高等行政法院、臺中高等行政法院及高雄高等行政法院，原行政法院同時改制為最高行政法院。高雄高等行政法院因此新制而於2000年7月1日正式成立。
為讓民眾可以更方便提起行政訴訟，司法院推動行政訴訟「三級二審制」，於2012年9月6日在現有的高等行政法院及最高行政法院外，於地方法院設立行政訴訟庭。行政訴訟三級二審制，除通常訴訟程序事件維持第一審由本院審理、第二審由最高行政法院審理外，簡易訴訟程序事件及交通裁決事件之第一審改由地方法院行政訴訟庭審理，第二審則由高雄高等行政法院審理。
- 1997年11月6日高雄高等行政法院完工，但因臺灣高雄少年法院先於1999年9月15日成立，遂將本院院舍先行借與臺灣高雄少年法院使用。
- 2000年7月1日高雄高等行政法院奉准成立後，辦公大樓乃由高雄高等行政法院與臺灣高雄少年法院合署辦公。
- 2002年6月26日於臺南地方法院原址後半部正式成立臺南庭，採巡迴庭方式審理嘉南地區行政訴訟事件，並常設收發、訴訟輔導服務人員及法警以隨時服務民眾。
- 2003年5月9日臺灣高雄少年法院辦公大樓新建完成啟用後，本辦公大樓始由本院單獨使用。

## 管轄
土地管轄
嘉義縣、嘉義市、臺南市、高雄市、屏東縣、台東縣、澎湖縣等7縣市及東沙、太平二島，總面積約14,808平方公，總人口約6,508.364人（2021年8月）。
事務管轄
- 行政法院主要辦理的業務是民眾和管轄機關之間公法上的爭議，包含稅捐、土地、環保、保險、建築、考銓、勞工、教育、交通、關務等事項。

- 行政訴訟採三級二審制，「三級」指最高行政法院、高等行政法院及地方行政法院；「二審」指兩個審級。

- 民國112年8月15日高等行政法院分設「地方行政訴訟庭」與「高等行政訴訟庭」，地方行政訴訟庭相當於地方行政法院審級，高等行政訴訟庭相當於高等行政法院審級。

- 地方行政訴訟庭審理訴訟標的金額或價額在150萬元以下超過50萬元之通常訴訟程序事件的第一審；訴訟標的金額或價額在50萬元以下簡易訴訟程序事件、交通裁決事件、收容聲請事件及其他法律所規定之事件的第一審。

- 高等行政訴訟庭審理訴訟標的金額或價額超過150萬元及其他事件之通常訴訟程序事件的第一審、都市計畫審查程序事件的第一審、地方行政訴訟庭第一審裁判的上訴抗告事件。

- 對於高等行政法院高等行政訴訟庭所為之第二審裁判，不得再提起上訴或抗告；高等行政法院高等行政訴訟庭受理前開上訴或抗告事件，認有確保裁判見解統一之必要者，應以裁定移送最高行政法院裁判之，程序上並準用行政法院組織法大法庭相關規定。

## 組織
- 院長

### 審判
- 第一庭
- 第二庭
- 第三庭

### 行政
- 書記處
  - 紀錄科
  - 文書科
  - 訴訟輔導科
  - 研考科
  - 總務科
  - 法警室
  - 法官助理室
- 司法事務官室
- 人事室
- 會計室
- 統計室
- 政風室
- 資訊室

### 各類委員會
- 職務評定委員會
- 考績委員會
- 甄審委員會
- 法官自律委員會
- 國家賠償事件處理委員會
- 性騷擾申訴調查委員會

## 外部連結
- 高雄高等行政法院 （页面存档备份，存于）（中文）（英文）

## 交通

### 自行開車
國一北上 國道一號(中山高速公路)→楠梓交流道(357KM)下高速公路→大社出口→興楠路右轉→本院位於車道對面 
國一南下 國道一號(中山高速公路)→楠梓交流道(356KM)下高速公路→大社出口→直行至第一個紅綠燈左轉→本院位於車道對面 
國道三號 國道三號(383KM)→國道十號→燕巢交流道(13KM)下高速公路→台22線往楠梓方向→旗楠路左轉常德路→常德路右轉興楠路→本院(興楠路右側) 
搭乘公共交通工具

### 高雄客運
24班次(鹽埕<→楠梓)→高雄少年法院站 

### 義大客運
8506班次(岡山車站<→義大世界)→高雄少年法院站

### 高雄市公車
6路(左營南站<→楠梓)→高雄少年法院站
紅60(加昌站<→高鐵左營站)→高雄少年法院站 

### 臺鐵
楠梓火車站下車轉乘高雄客運24班次或高雄市6路公車(火車站前楠梓新路右前方為高雄客運，左前方為高雄市6路公車)

### 高鐵
新左營站下車轉乘高雄捷運紅線 (後勁站下車，轉搭6路、紅60路公車) 

### 高雄捷運
紅線R20後勁站2號出口→6路、紅60路公車→高雄少年法院站(本院在高雄少年及家事法院旁邊) 
台南庭
大台南公車6路公車→公11停車場站→步行約3分鐘 
1、5、18路公車→西門站→步行約7分鐘 
興南客運忠義站→步行約4分鐘
註:請先問明行車路線有無經此站